# Martins Axiom
Martins Axiom ist in der Mengenlehre eine Aussage, die in dem üblichen Zermelo-Fraenkelschen System weder beweisbar noch widerlegbar ist. Es wurde 1970 von Donald A. Martin und Robert M. Solovay eingeführt.
Schreibe {\displaystyle {\mathfrak {c}}=2^{\aleph _{0}}} für die Kardinalität des Kontinuums.
Sei {\displaystyle \langle P,\leq _{P}\rangle } eine Halbordnung. Eine Menge {\displaystyle D\subseteq P} heißt hier dicht, wenn {\displaystyle D} jede Menge der Form {\displaystyle P^{\leq p}=\{q\in P\mid q\leq p\}} trifft. Sei {\displaystyle {\mathcal {D}}} eine Menge von dichten Teilmengen von {\displaystyle P}. Gesucht ist ein Filter {\displaystyle F} auf {\displaystyle P}, der alle Elemente aus {\displaystyle {\mathcal {D}}} trifft, d. h. nichtleer schneidet; {\displaystyle F} heißt dann {\displaystyle {\mathcal {D}}}-generischer Filter. Das Lemma von Rasiowa-Sikorski besagt, dass es für abzählbare {\displaystyle {\mathcal {D}}} immer möglich ist, einen solchen Filter {\displaystyle F} zu finden. Für überabzählbare Mengen {\displaystyle {\mathcal {D}}} ist die Situation anders: Wenn
- {\displaystyle \left|{\mathcal {D}}\right|={\mathfrak {c}}} oder
- {\displaystyle \langle P,\leq _{P}\rangle } überabzählbare Antiketten besitzt,

gibt es im Allgemeinen keine {\displaystyle {\mathcal {D}}}-generischen Filter.
Martins Axiom für eine unendliche Kardinalzahl {\displaystyle \kappa }, kurz {\displaystyle \mathrm {MA} (\kappa )}, ist die Aussage,
für jede Halbordnung {\displaystyle \langle P,\leq _{P}\rangle }, die nur abzählbare Antiketten besitzt, und jede Menge {\displaystyle {\mathcal {D}}} dichter Teilmengen mit {\displaystyle \left|{\mathcal {D}}\right|\leq \kappa } gibt es einen {\displaystyle {\mathcal {D}}}-generischen Filter {\displaystyle F}.
Damit ist {\displaystyle \mathrm {MA} (\aleph _{0})} beweisbar wahr und exakt die Aussage des Lemmas von Rasiowa-Sikorski.
Für {\displaystyle \kappa \geq {\mathfrak {c}}} ist {\displaystyle \mathrm {MA} (\kappa )} beweisbar falsch. Gilt die Kontinuumshypothese (CH), ist die Aussage damit für jede unendliche Kardinalzahl entschieden. Folglich ist Martins Axiom für eine unendliche Kardinalzahl nur in Modellen interessant, in denen die Kontinuumshypothese scheitert.
Mit dem Begriff Martins Axiom ohne Angabe einer Kardinalzahl, kurz {\displaystyle \mathrm {MA} }, wird die Aussage bezeichnet, dass
{\displaystyle \mathrm {MA} (\kappa )} für alle überabzählbaren {\displaystyle \kappa <{\mathfrak {c}}} gilt.
Äquivalent ist die Formulierung „[…] für alle unendlichen {\displaystyle \kappa <{\mathfrak {c}}}“, da der Unterschied nur {\displaystyle \mathrm {MA} (\aleph _{0})} betrifft.
Martins Axiom ohne die Formulierung für eine unendliche Kardinalzahl ist äquivalent dazu, dass es
für jede Halbordnung {\displaystyle \langle P,\leq _{P}\rangle }, die nur abzählbare Antiketten besitzt, und jede Menge {\displaystyle {\mathcal {D}}} dichter Teilmengen mit {\displaystyle \left|{\mathcal {D}}\right|<{\mathfrak {c}}} einen {\displaystyle {\mathcal {D}}}-generischen Filter {\displaystyle F} gibt.
Vorausgesetzt ZFC ist konsistent, lassen sich Modelle von ZFC + MA + ¬CH konstruieren, also in denen zwar Martins Axiom gilt, die Kontinuumshypothese aber nicht.
Anschaulich bedeutet Martins Axiom, dass die überabzählbaren Kardinalzahlen {\displaystyle \kappa <{\mathfrak {c}}} in einem gewissen Sinne klein gegenüber {\displaystyle {\mathfrak {c}}} sind und sich ähnlich wie {\displaystyle \aleph _{0}} verhalten.